# ViVi (歌手)
ViVi（ビビ）は、日本の歌手。福岡県北九州市戸畑区出身。本名は松藤亜希子。

## 略歴
高校卒業後、電子部品メーカーに就職し、仕事の合間を縫って北九州市内のライブハウスにて歌手活動を行なっていた。その後退職し、ボイストレーニングを継続し、九州や山口県を拠点とした活動を開始。
2019年9月25日にユニバーサルミュージックから発売されたアルバム『Just do it』でメジャーデビュー。

## タイアップ
| 楽曲     | タイアップ               | 初出                               |
| -------- | ------------------------ | ---------------------------------- |
| 最後の涙 | 映画『極妻の逆縁』主題歌 | シングル「Watashi story/最後の涙」 |